# 2011 у Миколаєві
| Роки в Миколаєві ← • 2001 • 2002 • 2003 • 2004 • 2005 • 2006 • 2007 • 2008 • 2009 • 2010 • 2011 • 2012 • 2013 • 2014 • 2015 • 2016 • 2017 • 2018 • 2019 • 2020 • 2021 • 2022 • 2023 • 2024 → |

2011 у Миколаєві — список важливих подій, що відбулись у 2011 році в Миколаєві. Також подано перелік відомих осіб, пов'язаних з містом, що померли цього року. З часом буде додано відомих миколаївців, що народилися у 2011 році.

## Населення
Чисельність наявного населення Миколаєва на 1 січня 2011 року склала 501,2 тис. осіб, що дорівнювало показнику 2010 року.

## Події
- На базі Миколаївського державного аграрного університету розпочав свою роботу Технолого-економічний коледж[3].
- Заснований спортивний клуб ПАТ «Миколаївобленерго» «Енергія».

## Пам'ятки
- 2 серпня на території Миколаївської окремої аеромобільної бригади відкрили пам'ятник «десантникові № 1» — Герою Радянського Союзу, командуючому повітряно-десантними військами в 1954—1959 рр. і 1961—1979 рр., автору і ініціатору створення технічних засобів ПДВ і методів застосування частин і з'єднань повітряно-десантних військ Василю Пилиповичу Маргелову[4].
- 5 жовтня 2012 року на будинку по вулиці Нікольскій № 49/1, де жив художник Анатолій Завгородній, з'явилася меморіальна дошка[4].
- 13 вересня на будинку по вулиці Наваринській, 3 відкрилася пам'ятна дошка адміралу, засновникові й першому губернаторові Одеси Хосе де Рібасу. У цьому будинку, з 1791 по 1794 роки де Рібас, в той час віцеадмірал і командувач Чорноморського гребного флоту, проводив усі зими[4].

## Особи

### Очільники
- Міський голова — Володимир Чайка.

### Почесні громадяни
- Білий Віктор Олександрович — голова ради ветеранів війни та праці Корабельного району міста.
- Горжий Володимир Максимович — президент Миколаївської обласної федерації стрибків на батуті, президент технічної ради стрибків на батуті Української федерації гімнастики.

### Городянин рокуі «Людина року»
- Антощенко Юрій Михайлович — номінація «Добродійність».
- Бабенко Дмитро Володимирович — номінація «Наука і вища школа».
- Беседін Сергій Васильович — номінація «Будівництво».
- Борисов Євген Олексійович — номінація "Український «Корвет».
- Буркун Валерій Васильович — номінація «Промисловість і транспорт».
- Ганусовська Тетяна Михайлівна — номінація «Охорона здоров'я».
- Губська Тетяна Миколаївна — номінація «Культура».
- Данішевський Ігор Володимирович — спеціальна номінація «Духовне відродження».
- Кантор Сергій Анатолійович — спеціальна номінація «Стійкий розвиток».
- Кириленко Володимир Петрович — номінація «Підприємництво».
- Малицький Владислав Іванович — номінації «Підприємництво».
- Мар'янко Тетяна Йосипівна — номінація «Фізкультура й спорт».
- Овчинніков Юрій Георгійович — спеціальна номінація «Соціальне партнерство».
- Сироватський Іван Михайлович — «Середня школа і професійні училища».
- Урес Віктор Юхимович — номінація «Мистецтво».
- Фуркало Ігор Савович — номінація «Добродійність».
- Чиченін В'ячеслав Іванович — номінація «Засоби масової інформації».
- Людина року — Ішхнелі Анзор Шотович.

### Померли
- Бойченко Валерій Петрович (3 травня 1941, Снігурівка — 25 березня 2011, Миколаїв) — український поет, перекладач, публіцист, педагог, краєзнавець, громадський діяч.
- Рудаков Євген Васильович (2 січня 1942, Москва — 21 грудня 2011 року, Київ) — радянський український футболіст воротар. Заслужений майстер спорту СРСР. У 1961—1962 роках зіграв 35 матчів за миколаївський «Суднобудівник», після чого перейшов до київського «Динамо».
- Когут Богдан Йосипович (15 березня 1921, село Конюхи, Козівський район, Тернопільської області — 16 лютого 2011, Львів) — український письменник, політв'язень, член ОУН, Член Спілки письменників України, Товариства політичних в'язнів та репресованих. Лауреат літературної премії імені Богдана Лепкого. Після звільнення з радянських таборів поселився в Миколаєві.
- Лейфура Валентин Миколайович (9 серпня 1947, с. Березанка Березанського району (Миколаївської області) — 21 лютого 2011, Миколаїв) — математик, професор, «Відмінник освіти України», заслужений учитель України.